# 韶州府学宫
韶州府学宫，即韶州孔庙，位于广东省韶关市浈江区风采路，是韶关市惟存的明代建筑。学宫始建于宋景德三年（公元1006年），明万历三十年（公元1602年）毁于火灾后重建，现仅有大成殿保存完好。2008年11月被列为第五批广东省文物保护单位。

## 历史
韶州府学宫始建于北宋景德三年（1006年），明万历三十年（公元1602年）毁于火灾，随即重建。清康熙、雍正、道光、同治年间均有维修。

## 建筑
原建筑规模宏大，石栏、棂星门、泮池、戟门、明伦堂、东西两庑、大成殿、崇圣殿、尊经阁、名宦祠、乡贤祠等俱全。但科举取消后，学宫逐渐衰落，现仅大成殿保存完好。
大成殿坐北向南偏东，殿内面积374平方米，殿高16.4米，外观重檐歇山，面阔五间，进深三间。殿前设宽大月台，月台设左右分阶，心间面宽及进深较大，次间和稍间面宽逐减。大成殿梁架为穿斗式与抬梁式相结合，构架为插栱抬梁屋架，上下檐柱采用插栱构造。
1949年后，韶州府学宫曾作为曲江县政府办公场所，大成殿用作礼堂。1960年12月被列为首批韶关市文物保护单位。但1985年后曾一度用作歌舞厅，经调整1999年10月划归曲江县文化局管理。2008年11月被列为第五批广东省文物保护单位。
- 大成殿正面（南面）
- 大成殿内部